# Comuna Velîkîi Jvanciîk, Dunaiivți
Velîkîi Jvanciîk (în ucraineană Великий Жванчик) este o comună în raionul Dunaiivți, regiunea Hmelnîțkîi, Ucraina, formată din satele Ciîmbarivka, Lipînî, Malîi Jvanciîk, Trîbuhivka și Velîkîi Jvanciîk (reședința).

## Demografie
Componența lingvistică a comunei Velîkîi Jvanciîk
     Ucraineană (98,6%)
     Alte limbi (1,41%)
Conform recensământului din 2001, majoritatea populației comunei Velîkîi Jvanciîk era vorbitoare de ucraineană (98,6%), existând în minoritate și vorbitori de alte limbi.